# Mesu Dolokoto
Mesulame Vuwai Dolokoto (Cakaudrove, 21 gennaio 1995) è un rugbista a 15 figiano.

## Biografia
Tallonatore, si formò in patria prima di un breve passaggio in Australia alle giovanili del Brumbies nel 2015.
Tornato a Figi fu inquadrato nella selezione federale Fijian Drua che prese parte a diverse edizioni dell'Australian Rugby Championship; nel frattempo esordì (2018) in nazionale contro la Scozia e, nel 2019, proprio in Scozia fu ingaggiato, dalla franchise di Glasgow Warriors, divenendo anche un permit player del cittadino club Boroughmuir.
Fece parte della squadra figiana partecipante alla Coppa del Mondo di rugby 2019 in Giappone e, a ottobre 2021, vanta 10 presenze internazionali con due mete.